# Мали Планатак
Мали Планатак је мало ненасељено острво у хрватском делу Јадранског мора.
Налази се пред заливом Букашин на источној обали Дугог отока. Површина острва износи 0,013 км². Дужина обалске линије је 0,46 км..